# Monroe (Waszyngton)
Monroe – miasto w Stanach Zjednoczonych, w stanie Waszyngton, w hrabstwie Snohomish.